# Pieve di Cadore
Pieve di Cadore este o comună din provincia Belluno, regiunea Veneto, Italia, cu o populație de 3.650 locuitori (1 ianuarie 2023) și o suprafață de 67,17 km².

## Demografie
Pieve di Cadore - evoluția demografică

|  | Graficele sunt indisponibile din cauza unor probleme tehnice. Mai multe informații se găsesc la Phabricator și la wiki-ul MediaWiki. |

Date: Recensăminte sau birourile de statistică - grafică realizată de Wikipedia